# Ènema opac
|  | Per a altres significats sobre , diferents de l'estudi diagnòstic de l'intestí,, vegeu «Ènema». |

L' ènema opac  o radioopac, també anomenat  còlon per ènema , és un mètode de diagnòstic que permet visualitzar l'interior de l'ampolla rectal, sigma, còlon descendent, etc. aproximadament fins a l'angle de Treitz mitjançant un ènema d'un medi de contrast radioopac (generalment sulfat de bari, un compost químic de color platejat a blanc). A continuació es fa la radiografia de la zona en què, com que és plena del medi de contrast, la llum contrasta ressaltant l'estructura de la paret interna o el revestiment mucós del còlon.
Quan s'usa bari com a mitjà de contrast combinat amb aire per unes millors imatges, es descriu com ènema amb doble contrast. Durant l'estudi, el pacient s'adorm sobre la taula radiogràfica i se li col·loca l'ènema amb el líquid de contrast.
S'usa per al diagnòstic de diverses malalties com l'obstrucció intestinal, les fístules sencer-genitals, alteracions de la motilitat intestinal, inflamacions, etc.